# Cumières, Marne
Cumières är en kommun i departementet Marne i regionen Grand Est (tidigare regionen Champagne-Ardenne) i nordöstra Frankrike. Kommunen ligger i kantonen Ay som tillhör arrondissementet Épernay. År 2022 hade Cumières 716 invånare.

## Befolkningsutveckling
Antalet invånare i kommunen Cumières
| Referens: INSEE |

## Vänorter
- Felino, Italien
- Assesse, Belgien